# کلیسای چسمه
کلیسای چسمه (روسی: Чесменская церковь نام کامل کلیسای سنت جان باپتیست در کاخ چسمه، همچنین به نام کلیسای ولادت سنت جان باپتیست، روسی: це́рковь Рождества́ Иоа́нна Предте́чи при Че́сменском Дворце́) یک کلیسای کوچک ارتدکس روسی در خیابان لنسوتا ۱۲، در سن پترزبورگ، روسیه است. این بنا توسط معمار دربار روسی یوری فلتن در سال ۱۷۸۰ به دستور کاترین کبیر، امپراتور روسیه ساخته شد. یک کلیسای یادبود، در مجاورت کاخ چسمه بین سن پترزبورگ و تزارسکویه سلو به مناسبت سالگرد پیروزی روسیه در سال ۱۷۷۰ بر نیروهای ترکیه در خلیج چسمه در دریای اژه در طول جنگ روسیه و ترکیه ۱۷۷۴–۱۷۶۸ بود.

## اشتقاق نام کلیسا
این کلیسا با نام «کلیسای تولد سنت جان باپتیست» نام‌گذاری شده است، زیرا در روز تولد جان باپتیست تقدیس شد. از سوی دیگر این کلیسا برای گرامیداشت نبرد چسمه که روس‌ها در سال ۱۷۷۰ در جنگ با عثمانی‌ها پیروز شدند، ساخته شد، این کلیسا به عنوان کلیسای چسمه نیز شناخته می‌شود.

## تاریخچه
در سال ۱۷۷۷ گوستاو سوم پادشاه سوئد در مراسم پایه‌گذاری کلیسا شرکت کرد. این کلیسا بین سال‌های ۱۷۷۷ تا ۱۷۸۰ ساخته شده است. این یک کلیسای یادبود برای گرامیداشت پیروزی روسیه در سال ۱۷۷۷ در نبرد چسمه است. ملکه کاترین دوم محل آن را را انتخاب کرد زیرا در آن محل بود که خبر پیروزی روسیه بر ترکیه را دریافت کرد. جوزف دوم، امپراتور روم مقدس در مراسم تقدیس کلیسا حضور داشت.
زمانی نیز به دستور سنت جورج شوالیه‌ها این کلیسا را در اختیار داشتند که نام سوم «کلیسای سنت جورج» به آن داده شد.

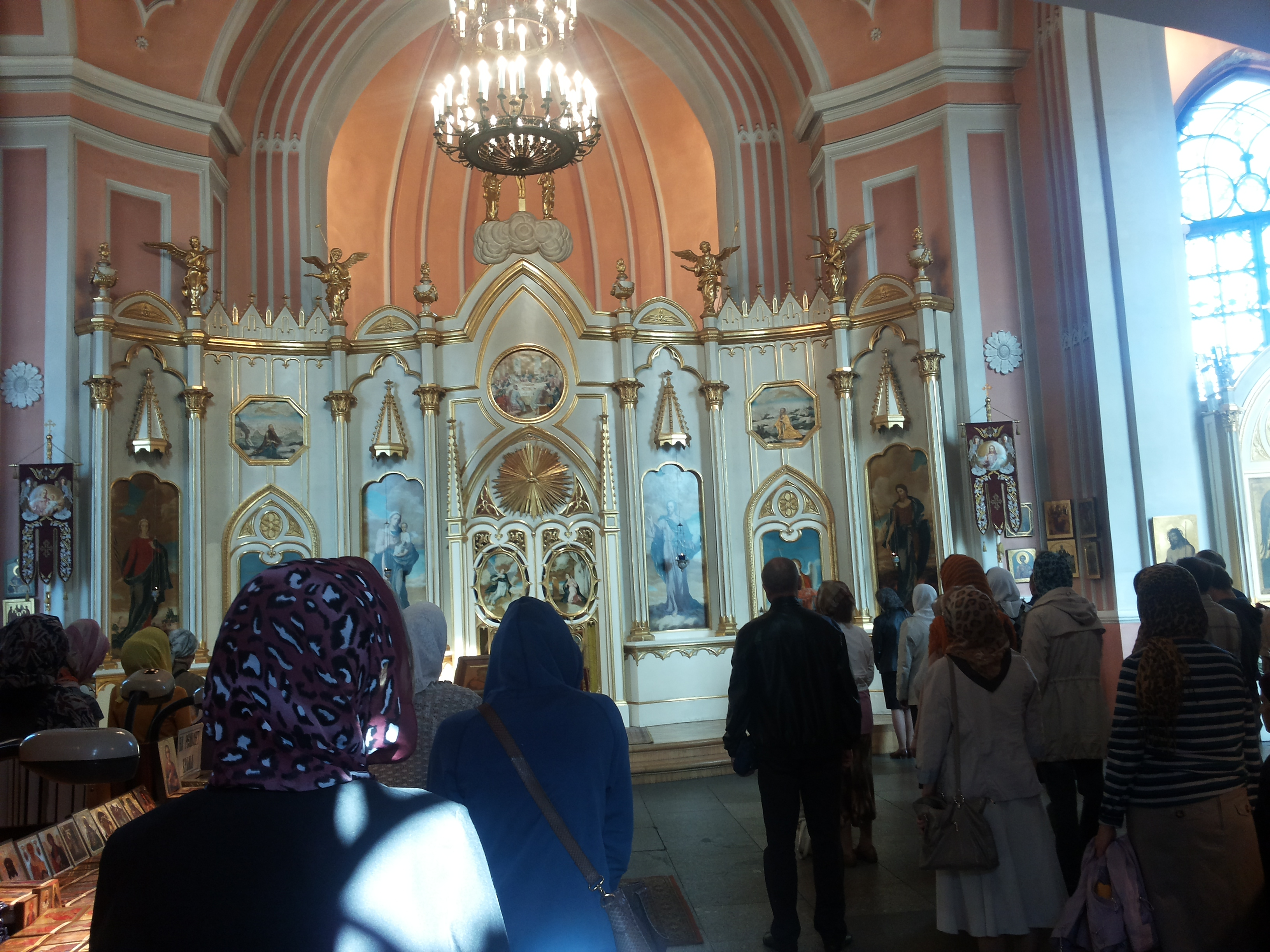
کلیسای چسمه در سن پترزبورگ، فضای داخلی امروزه (۲۰۱۴)

## معماری

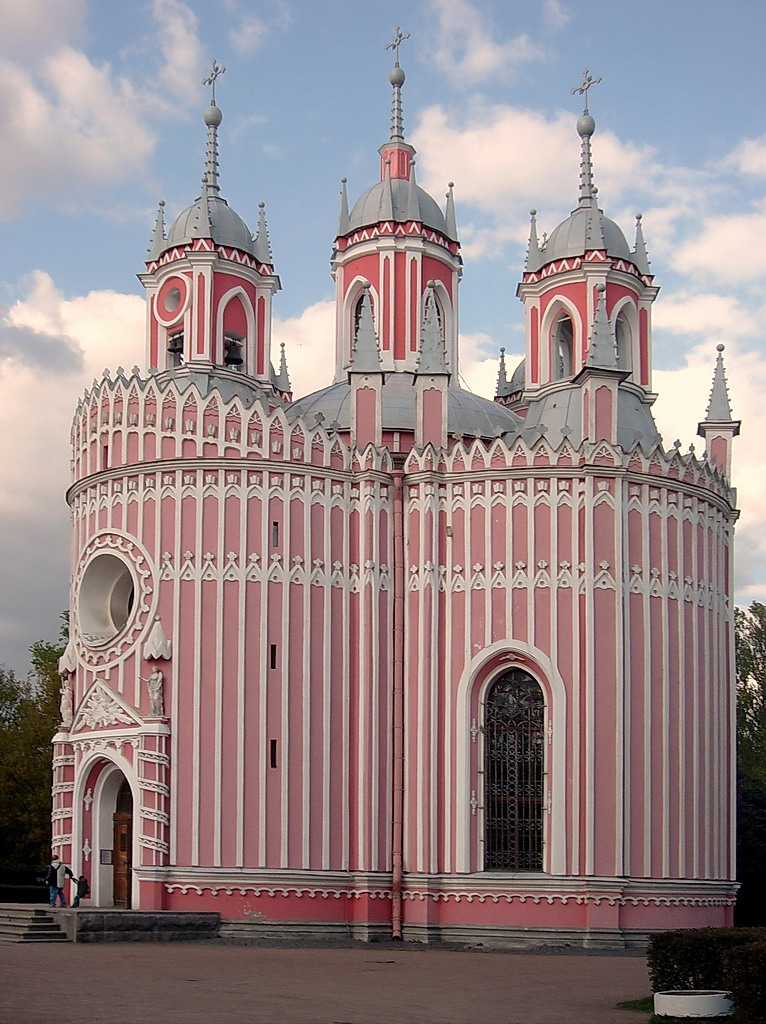
نمای نزدیک معماری کلیسای چسمه

این کلیسا که به سبک معماری نئوگوتیک ساخته شده است رو به جنوب غربی دارد. این کلیسا که به رنگ صورتی و سفید رنگ آمیزی شده است، مانند یک "مخروط آب نباتی، با خط‌های سفید راه راه و عمودی به نظر می‌رسد و این تصور را ایجاد می‌کند که مستقیماً از روی زمین مانند یک سراب بالا می‌رود و به سمت بالا تیر می‌کشد.

## زمینه

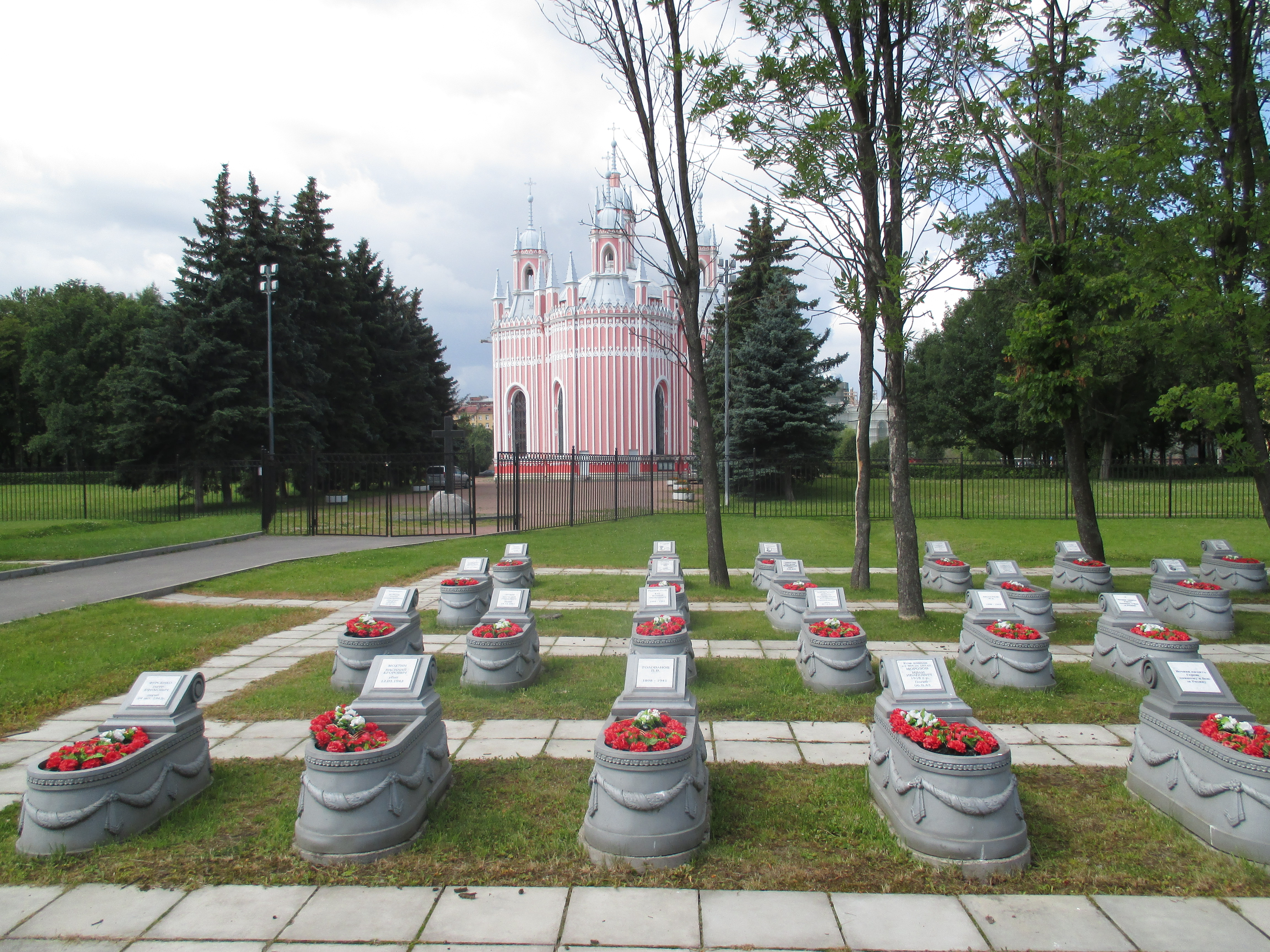
گورستان کهنه سربازان و کلیسای چسمنسکوئه در سن پترزبورگ

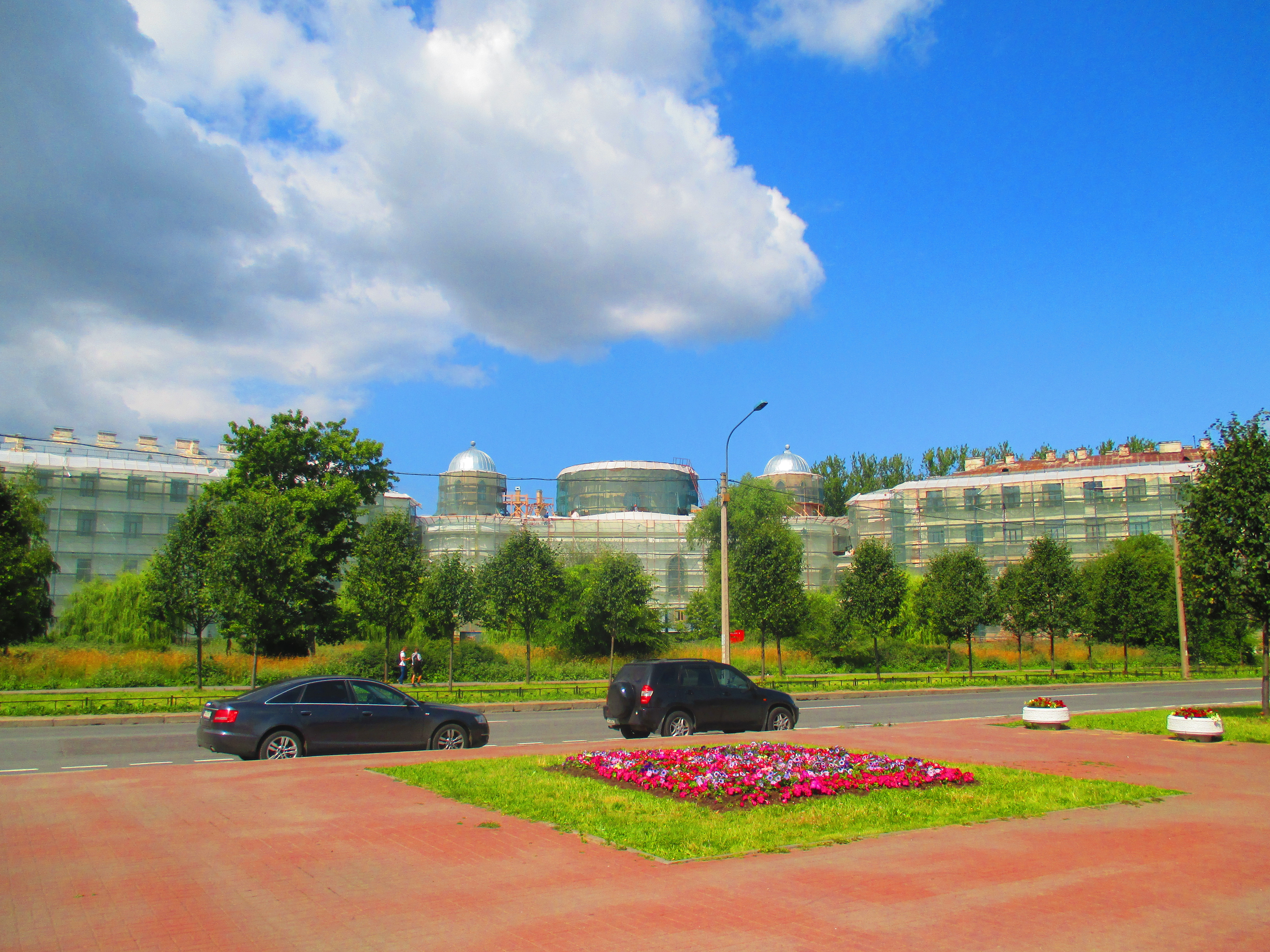
کاخ چشمه روبروی کلیسای چشمه - در حال بازسازی (۲۰۱۵)

محوطه کلیسا در زمان محاصره لنینگراد به عنوان محل استراحت قهرمانان جنگ مورد استفاده قرار گرفته است. گورستان آن به عنوان «قبرستان کهنه سربازان جنگ چسمنسکو» شناخته می‌شود، و حاوی قبرهای بی‌نامی است که در سال‌های ۱۸۱۲ تا ۱۹۴۴ کشته شده‌اند.

## افراد قابل توجه
تابوت راسپوتین قبل از دفن او در تزارسکویه سلو در سال ۱۹۱۶ در کلیسای چسمه آرام گرفت.